# Туй
Туй или Голям Туй е река в Русия, Западен Сибир, Омска област десен приток на река Иртиш. Дължината ѝ е 507 km, която ѝ отрежда 196-о място по дължина сред реките на Русия.
Река Туй води началото си от блатата в западната част на Васюганската равнина, на 134 m н.в., в североизточната част на Омска област. По цялото си протежение реката тече по силно заблатената Васюганската равнина (част от Западносибирската равнина) в горното течение на север, а в средното и долното – на югозапад. Руслото на реката в долното течение достига ширина до 120 m и е изпъстрено със стотици меандри и старици. Влива се отдясно в река Иртиш (от басейна на Об) при нейния 1174 km, на 50 m н.в., на 7 km североизточно от посьолок Тевриз, Омска област.
Водосборният басейн на Туй обхваща площ от 8490 km2, което представлява 0,52% от водосборния басейн на река Иртиш и обхваща части от Новосибирска и Омска област. Целият водосборен басейн на реката е плосък и силно заблатен.
Границите на водосборния басейн на реката са следните:
- на север – водосборния басейн на река Демянка, десен приток на Иртиш;
- на североизток – водосборния басейн на река Васюган, ляв приток на Об;
- на юг – водосборния басейн на река Шиш, десен приток на Иртиш.

Река Туй получава 23 притока с дължина над 20 km, като само един от тях е с дължина над 100 km: река Мис (десен приток) 125 km, 1310 km2 водосборен басейн и се влива на 14 km преди устието на Туй.
Подхранването на реката е смесено, като преобладава снежното. Пълноводие от април до юни. Среден годишен отток на 61 km от устието 27,6 m3/s. Замръзва в края на октомври или първата половина на ноември, а се размразява в края на април или първата половина на май.
По течението на реката са разположени само три малки села в Омска област.